# Maria de Frederic
Maria de Frederic és el nom artístic de la poetessa i compositora de cançons catalana Maria Salesas i Ribas, nascuda a Barcelona l'11 de setembre de l'any 1931, tot i que quan tenia un any es traslladà a Puigpelat, a la comarca de l'Alt Camp. Des del 1945 resideix a Sitges, on ha esdevingut una de les poetesses més conegudes de la vila.

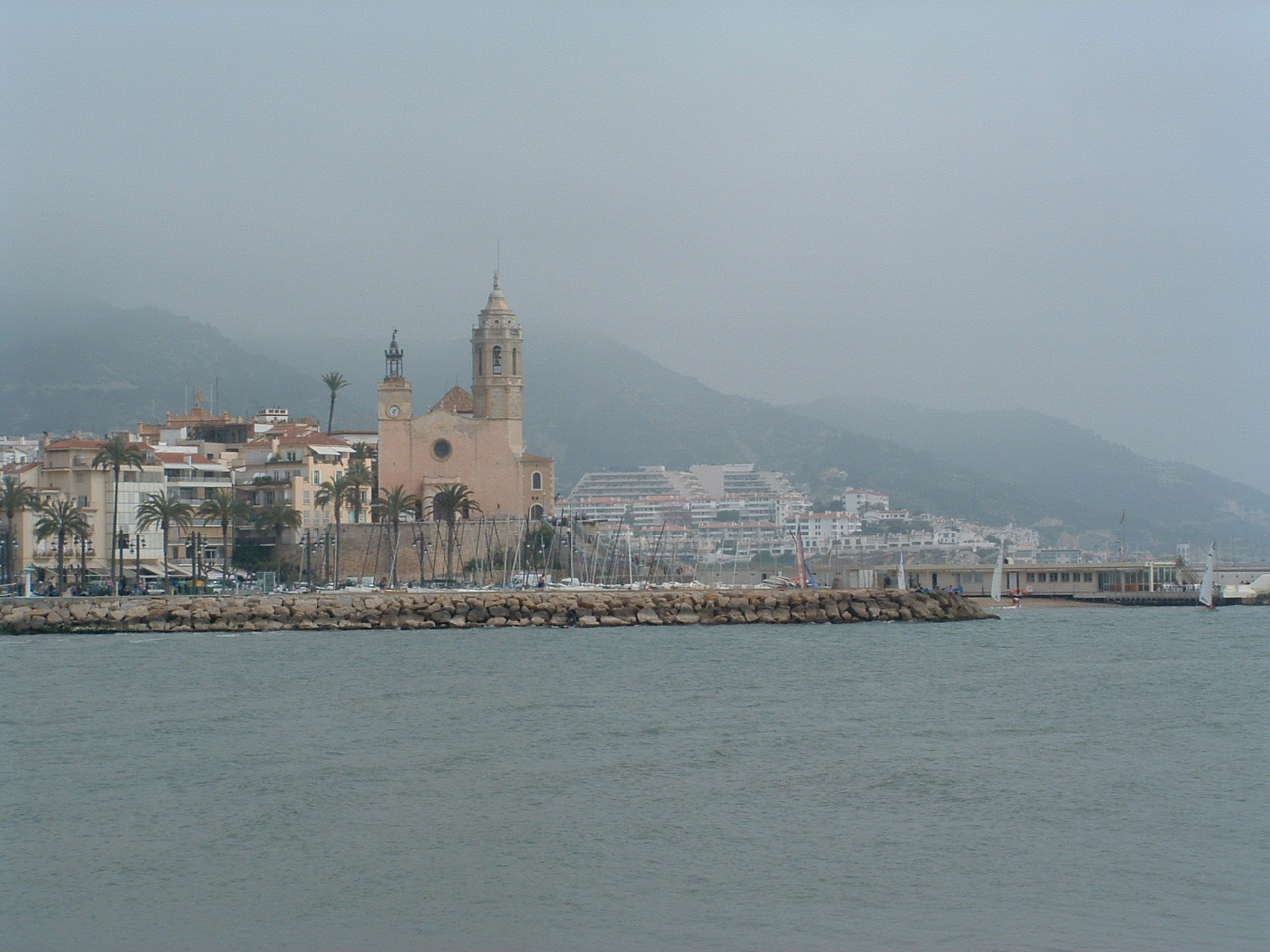
Sitges, una de les principals inspiracions de Maria de Frederic

## Biografia

### Infància, joventut i primeres publicacions
Filla de Josep Salesas i Gual i d'Antònia Ribas i Riambau, aprengué a llegir a l'edat de quatre anys, començant ja llavors el seu amor per la música, la literatura i la llengua catalana. Per causa de la guerra hagué de deixar l'escola prematurament, i continuà la seva formació de manera autodidacta.
El 1945 es traslladà a viure a Sitges amb la seva família, establint-hi definitivament la residència. Encisada pel mar i la llum del cel del seu nou poble, publicà el seu primer vers en castellà a l'històric setmanari local L'Eco de Sitges aquell mateix any, amb només quinze anys.
Ben aviat començà a involucrar-se en la vida artística del poble amb esporàdiques col·laboracions literàries al llarg de la dècada dels cinquanta i seixanta, les darreres ja, finalment, en català. El 1977 es casà amb Frederic Trujillo, amb qui va viure fins a l'any 1992, en què va enviduar.

### La música
Des del 1971 participà amb la Coral de Sitges, i des del 2000 a la Coral Maricel. Fou directora de la coraleta infantil de Sitges, on va desenvolupar la seva tasca docent des del 1971 fins al 1976.
De la seva llarga producció com a compositora de cançons hom pot destacar Esclop xip, xop, què diuen les oquetes?, cançó infantil que aconseguí arribar a la final del concurs de cançó infantil de Barcelona, les seves sardanes com Santa Maria de la Pau o Sant Joan del Poble Sec, i havaneres com Vinyet o Jo somniava.

### La literatura
Des del 1980 fou col·laboradora fixa de L'Eco de Sitges, on publica, des de llavors, una poesia setmanal; a més d'algun article esporàdic. El 1990 s'edità Menta i espígol, el primer recull de les seves poesies aparegudes al setmanari al llarg de la dècada dels vuitanta.
Després de diverses publicacions de caràcter local, l'any 1975 veié estrenat el seu diàleg còmic "En Pau Pica i Poca Gana"; el 1990 l'adaptació musicada del seu poema "Jo recordo un temps molt clar", per a dues veus (sopranos), piano i violoncel, composta per Juzz Serrado Ubach; i el 2002, inspirada pels dibuixos que l'artista sitgetà Joan Soler i Jové havia fet sobre la figura del pallasso cubellenc Charlie Rivel, escrigué el seu recull de poemes Dels pallassos ets el rei, Charlie Rivel que, finalment, fou publicat el 2005, esdevenint un important èxit. Algunes de les poesies del llibre foren traduïdes a l'anglès per la lingüista neozelandesa Pip Manley a Christchurch, Nova Zelanda l'any 2006.
Maria de Frederic ha guanyat diversos premis literaris com el 1r premi Sant Jordi de poesia a la ciutat de Vilanova i la Geltrú el 1993 o els de Poesia de Sitges el 1980 i el 1990, d'entre altres. L'any 2005, l'associació de pallassos, juntament amb l'Ajuntament de Cubelles li reteren un homenatge per la seva aportació a la recuperació del seu pallasso local internacional.

### L'estil poètic
El seu estil es basa en la senzillesa i la modèstia. Els seus versos defugen l'excés de retòrica i cerquen ser entesos per tota classe de lectors. Tot i valer-se d'un vocabulari planer, Maria de Frederic no defuig, ocasionalment, la paraula culta. De tota manera, la seva tècnica no és perfecta, i els seus acabaments són sovint poc polits. Tanmateix, ella sempre ha avantposat l'espontaneïtat a la perfecció estètica i l'excés de retocs, amb un procés d'escriptura gairebé automàtica, a la recerca de la innocència infantil, més que no pas amb una voluntat avantguardista.
Alguns col·legues seus, com David Jou o Lali Vergès, han valorat el seu estil, que defuig l'artifici pretensiós, esquivant el lloc comú i la carrincloneria en la qual podria fàcilment caure.

### Temàtica
L'espiritualitat, l'amor a la vida i la seva catalanitat han estat la base d'inspiració de gairebé tota la seva obra. La seva religiositat és expressada a través del seu constant cant a la natura, a l'éssser humà i les seves obres. El seu catalanisme és exclusivament cultural i a les seves poesies no es troba cap referència política. El seu teatre es fonamenta, principalment, en comèdies de caràcter absurd. Tot i que la seva obra és voluntàriament local, evitant temes aparentment universals, algunes escriptores estrangeres s'han acostat a la cultura catalana a través de la traducció anglesa de les seves obres, com en els casos de la poetessa neozelandesa Marissa Johnpillai, la dissenyadora i escriptora australiana Angela Richards o l'actriu de teatre novaiorquesa Giovanna Rizzo.

## Obres (selecció)
- La lavadora – teatre (en castellà) (1971)
- En Pau Pica i Poca Gana – teatre (1975)
- Menta i espígol – poesia (1990)
- Cartes romàntiques – col·laboració recull de poesia (1996)
- Dels pallassos ets el rei, Charlie Rivel – poesia (2005)